# Maroun Lahham
Maroun Lahham (em árabe: مارون لحّام), Irbid, Jordânia, 20 de julho de 1948, é um clérigo católico romano jordano, que foi primeiro arcebispo de Tunes e atualmente Arcebispo titular de Medaba e bispo-auxiliar emérito do Patriarcado Latino de Jerusalém.

## Biografia
Dom Maroun foi ordenado padre em 24 de junho 1972, no Patriarcado Latino de Jerusalém. Formou-se em Filosofia e Teologia na Pontifícia Universidade Lateranense, Roma. Após sua ordenação, até 1975, foi vigário da paróquia de Cristo Rei, em Misdar (Amã); de 1975 a 1976, vigário da paróquia de Fuheis, Jordânia; padre Fidei Donum em Dubai, Emirados Árabes Unidos, de 1976 a 1979; vigário na paróquia de Cristo Rei, em Misdar, Amã, de 1979 a 1981; de 1981 a 1988, pároco e diretor de escolas católicas em Madaba (Jordânia). Em 1990, Maroun obteve o Mestrado em Teologia Pastoral e em 1992 o Doutorado em Teologia Pastoral e Catequese, ambos na Pontifícia Universidade Lateranense.
De volta ao Patriarcado Latino de Jerusalém, de 1992 a 1994 foi diretor-geral das escolas do Patriarcado na Palestina. Depois, foi professor em universidades e seminários: de 1992 a 1998, no Programa de Diploma St Cyril – Universidade de Belém; de 1992 a 2005, no Seminário do Patriarcado Latino em Beit Jala; de 1996 a 2004, no Seminário St. Paul (Cremisan) em Beit Jala; de 1998 a 2005, na Universidade de Belém; e de 2004 a 2005, no Seminário Franciscano de São Salvador (Jerusalém). No período de 1994 a 2005, também foi reitor do Seminário Latino de Beit Jala.
Foi nomeado pelo Papa Bento XVI, em 8 de setembro de 2005, como Bispo de Tunes. No dia 2 de outubro seguinte, foi consagrado pelas mãos do Patriarca Latino de Jerusalém, Dom Miguel Sabbah; os co-consagrantes foram Dom Fouad Twal, que deixou a cadeira para Dom Maroun, e Dom Pedro Sambi, Núncio Apostólico na Palestina.
Em 22 de maio de 2010, o papa Bento XVI elevou Tunes à Arquidiocese e Dom Maroun à dignidade de Arcebispo. Fez parte da direção da Conférence Episcopale Régionale du Nord de l’Afrique, como vice-presidente de 2010 a 1 de março de 2012 e presidente dessa data até 21 de novembro de 2012.

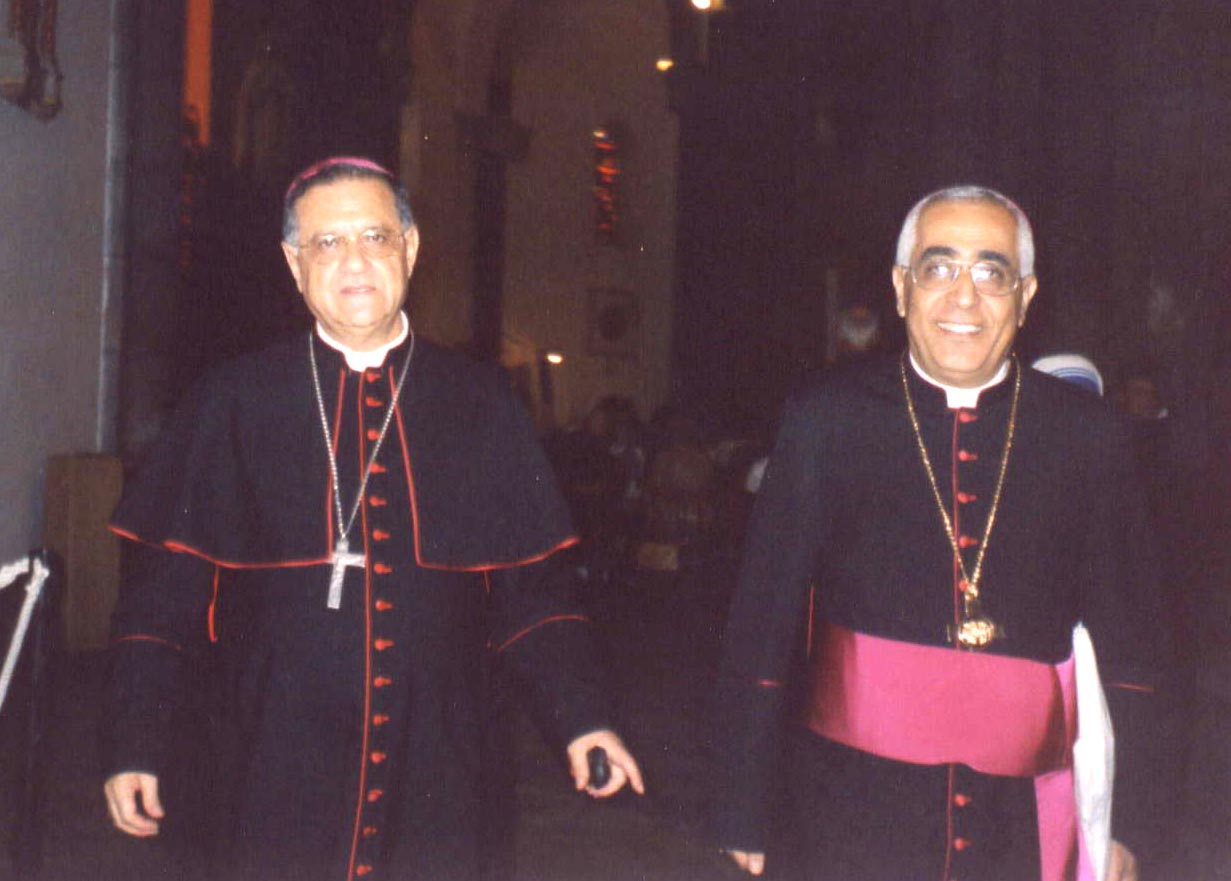
30 de outubro de 2005: Dom Maroun entra na Catedral de Tunes como novo bispo. À esquerda, Dom Fouad Twal, nomeado Bispo auxiliar de Jerusalem.

Em 19 de janeiro 2012 foi transferido para o Patriarcado Latino de Jerusalém, como bispo-auxiliar e com a Sé Titular de Medaba. Foi nomeado vigário patriarcal da Jordânia.
Sua renúncia foi aceito pelo Papa Francisco em 4 de fevereiro de 2017. Após isso, se retirou para o Centro Nossa Senhora da Paz, na Jordânia.

## Lema
UT COGNOSCANT TE